# Jernvedlund
Jernvedlund is een plaats in de Deense regio Zuid-Denemarken, gemeente Esbjerg. De plaats is vastgegroeid aan Jernved.